# (38754) 2000 QG217
2000 QG217 (asteroide 38754) é um asteroide da cintura principal. Possui uma excentricidade de 0.10402250 e uma inclinação de 6.20735º.
Este asteroide foi descoberto no dia 31 de agosto de 2000 por LINEAR em Socorro.